# Charles Anderson
Charles Howard Anderson (24 ottobre 1914 – 27 marzo 1993) è stato un cavaliere statunitense.

## Palmarès
Olimpiadi
- 1 medaglia:
  - 1 oro (concorso a squadre a Londra 1948).